# Accidente de aviación

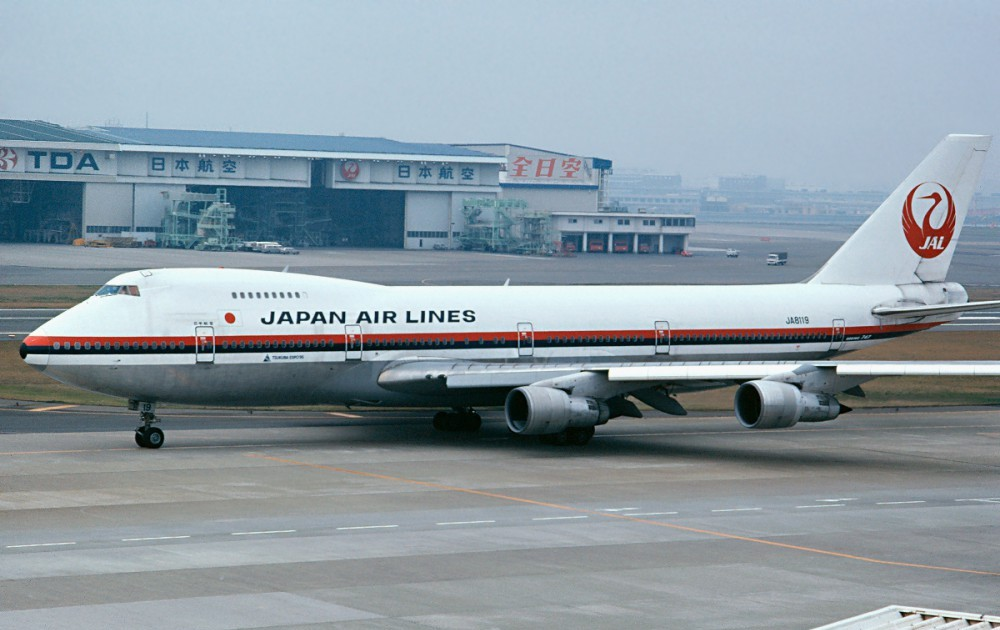
El Vuelo 123 de Japan Airlines es a día de hoy —desde 1985— la peor catástrofe en la que ha estado involucrado un solo avión, con 520 personas fallecidas. Le superan el choque entre dos Boeing 747 en el aeropuerto de Los Rodeos (583 muertos) y los atentados del 11-S, con 4 aviones secuestrados y más de 3000 muertos, aunque no se considera accidente de aviación por ser un ataque deliberado.

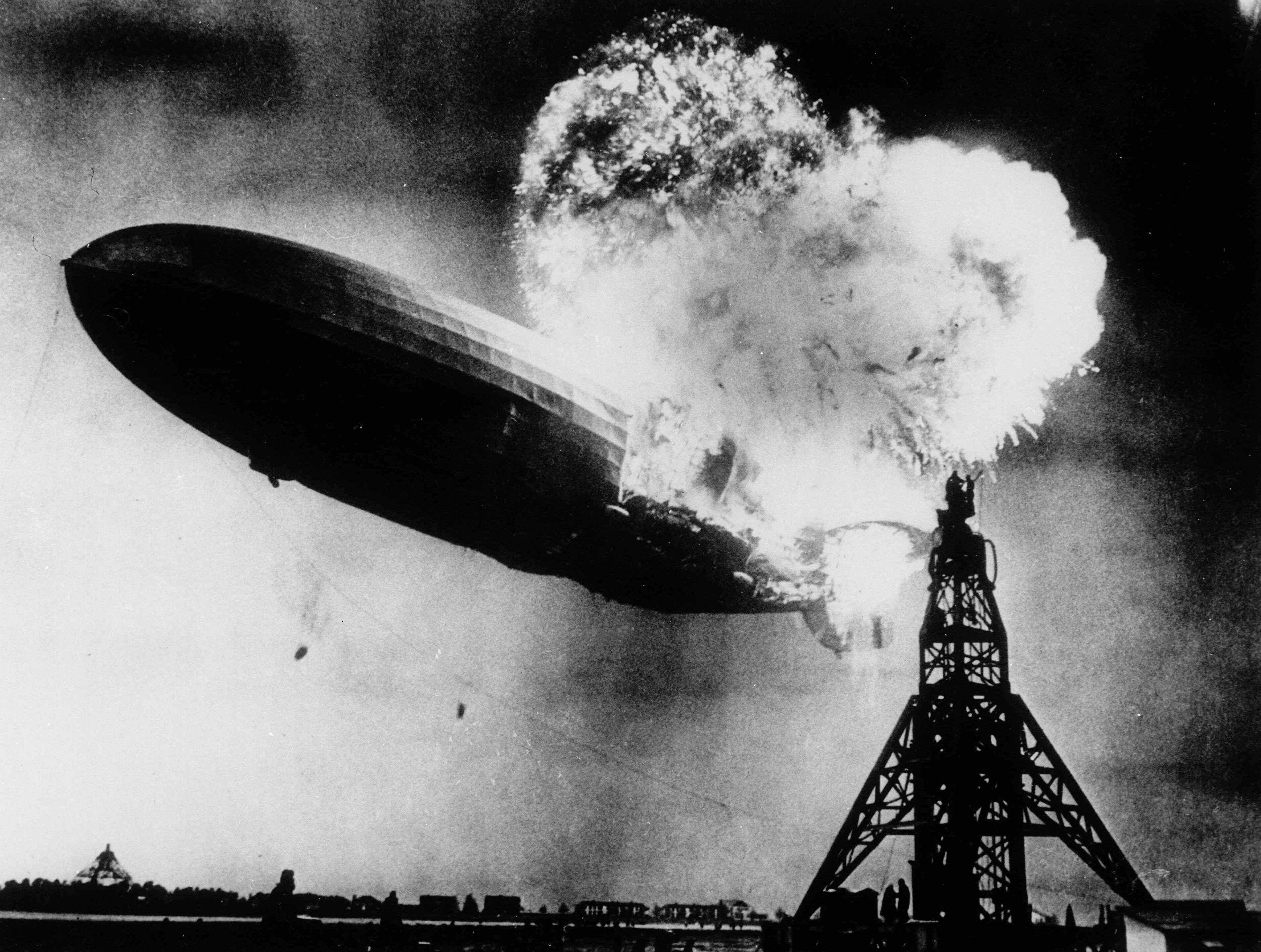
El dirigible Hindenburg en el momento de su incendio, el 6 de mayo de 1937.

El helicóptero del Vuelo 56C de Bristow Helicopters, amerizando en 1995.

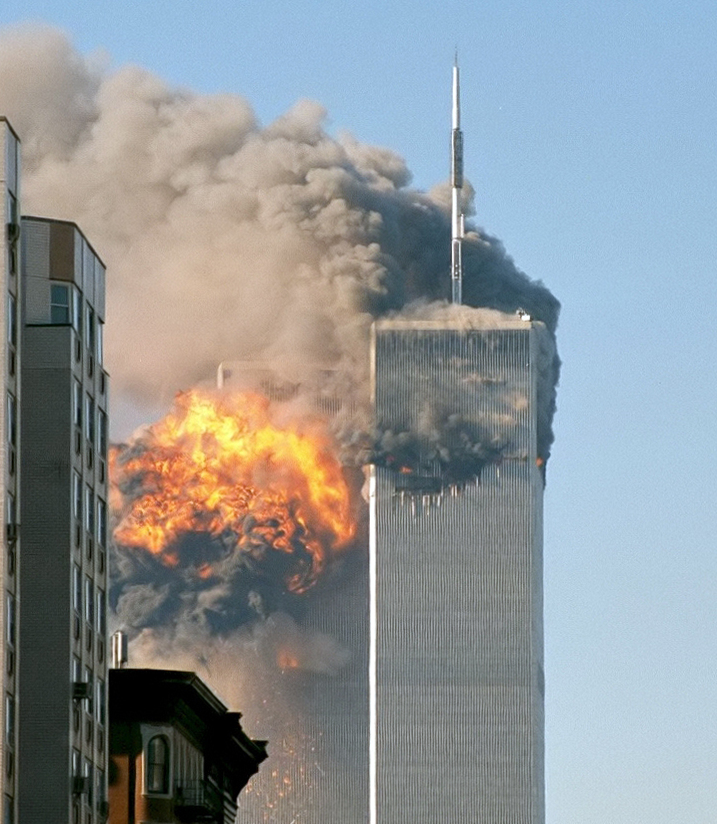
Atentados del 11 de septiembre de 2001. Momento del impacto del vuelo 175 contra la torre sur del World Trade Center. Minutos antes el vuelo 11 había impactado contra la torre norte. Ambos edificios se derrumbaron por los daños causados provocando miles de muertos. También el vuelo 77 impactó contra el Pentágono y el vuelo 93 cayó al campo antes de alcanzar Washington —supuestamente iba contra el Capitolio o la Casa Blanca—. Aunque se perdieron 4 aviones de pasajeros, al ser un desastre provocado intencionadamente, no se considera un accidente de aviación.

Un accidente de aviación es un incidente que ocurre con cualquier aeronave, ya sea en tierra o en vuelo. Un incidente de aviación es definido como un suceso en el que, distinto de un accidente, está asociada la operación de una aeronave que afecta o podría afectar a la seguridad de las operaciones.
Cuando una aeronave sufre un daño tan severo que se declara como siniestro total (cuando la reparación no es económicamente viable), o en el caso de que sea completamente destruida y se ha dado de baja en los registros, se denomina «accidente de pérdida del casco» (hull loss accident). Significa que el evento se registra como accidente a pesar de que no existan víctimas fatales o heridos graves, como sucedería por ejemplo en un aterrizaje forzoso que resulte en un daño irreparable. Las mejoras en la seguridad aérea han ido reduciendo la cantidad de accidentes y el número de víctimas.
De acuerdo con el Convenio sobre Aviación Civil Internacional, está definido como:
Una ocurrencia asociada con la operación de una aeronave que tiene lugar durante el tiempo que cualquier persona aborda la aeronave con la intención de volar hasta que todas las personas de la misma hayan desembarcado, en la que:
1. una persona recibe lesiones severas o letales como resultado de:
  - estar en la aeronave
  - contacto directo con cualquier parte de la aeronave, incluyendo partes que la misma haya podido desprender, o
  - exposición directa a una ráfaga de motor jet,

excepto cuando las lesiones se deban a causas naturales, auto infligidas o infligidas por otras personas, o cuando los lesionados son polizones escondidos en zonas a las que normalmente no tienen acceso los pasajeros o la tripulación, o:
2. la aeronave presenta daños o fallas estructurales en las que:
  - la tensión estructural, desempeño o características de vuelo de la aeronave se ven afectadas y comprometidas de forma adversa, y
  - que normalmente requerirían una gran reparación o reemplazo del componente afectado,

excepto por falla o daño de motor. Cuando el daño está restringido al motor, sus recubrimientos (carenas/capó) o accesorios: o por daño restringido a hélices, puntas de planos, antenas, ruedas, frenos, superficies de carenado (fairings), abolladuras o perforaciones en el recubrimiento de la aeronave, o:
3. la aeronave se ha perdido o se encuentra completamente inaccesible.

El primer accidente aéreo de la historia mortal ocurrió con el Wright Modelo A en Fort Myer, Virginia (Estados Unidos), el 17 de septiembre de 1908, resultando herido el piloto, Orville Wright, y con la muerte del pasajero, el teniente del ejército Thomas Selfridge.

## Mayores desastres sucedidos
La lista de accidentes e incidentes de aviación se encuentran en Anexo:Accidentes e incidentes notables en la aviación civil y Anexo:Accidentes e incidentes notables en la aviación militar. Los accidentes con más de 100 muertos también se pueden consultar en esta lista: Anexo:Accidentes más graves de aviación (1953-presente) y Anexo:Accidentes aéreos por número de víctimas mortales.

### Atentados del 11 de septiembre
El desastre con mayor número de víctimas mortales de todo tipo en el que esté involucrada una aeronave, considerando las víctimas de ambos aviones y de las personas en tierra, fue la destrucción del World Trade Center en Nueva York el 11 de septiembre de 2001, con la colisión intencional del Vuelo 11 de American Airlines y el Vuelo 175 de United Airlines. En ambos impactos al World Trade Center murieron 2,752 personas, muchas de ellas ocupantes de las torres o el personal de emergencia que respondió al llamado del desastre.
Adicionalmente, 189 personas fallecieron cuando el Vuelo 77 de American Airlines fue impactado contra El Pentágono y otras 44 murieron cuando el Vuelo 93 de United Airlines se estrelló en suelo de Pensilvania, elevando el número total de fallecidos durante los ataques del 11 de septiembre a 2985 (incluyendo a los 44 y a los 189 muertos). Debido a que fue un acto terrorista deliberado, los impactos del 11 de septiembre de 2001 no se clasificaron como accidentes, sino como un suicidio con asesinato masivo, y subsecuentemente fue tratado por los Estados Unidos y las naciones de la OTAN como un acto de guerra y de terrorismo.

### Tenerife

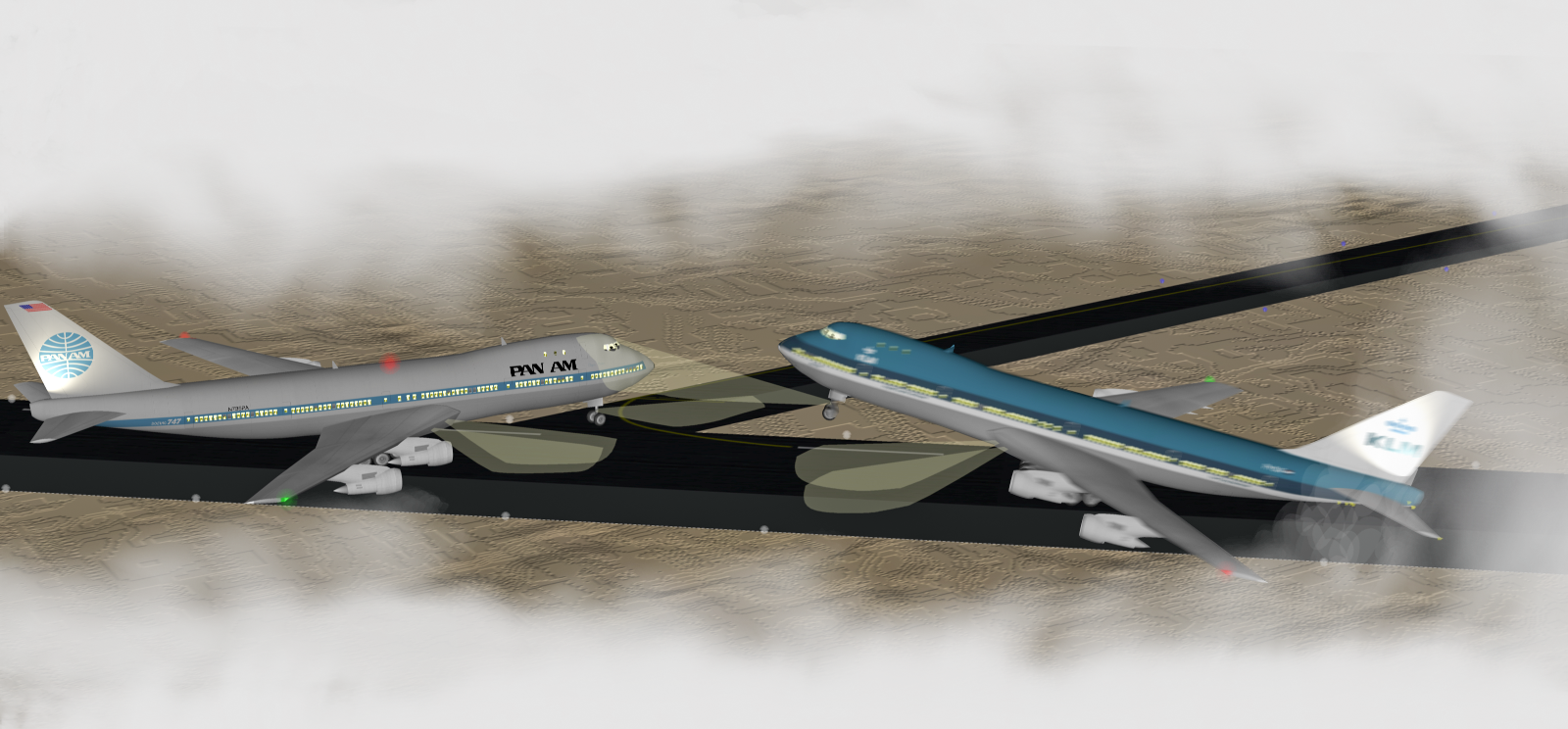
Representación del desastre aéreo de Tenerife en el que dos Boeing 747 fueron destruidos, murieron 583 personas. Actualmente sigue siendo el accidente aéreo más grave de la historia.

El desastre aéreo de Tenerife ocurrido el 27 de marzo de 1977 permanece como el accidente con mayor número de pasajeros fallecidos en vuelos comerciales. 583 personas murieron cuando un Boeing 747 de KLM intentaba despegar sin autorización y colisionó contra otro Boeing 747 de Pan Am que rodaba por la pista del Aeropuerto Los Rodeos en la isla de Tenerife, España. Entre los factores que provocaron el accidente se encontraron fallos humanos y error de piloto como principales causas de la catástrofe.

### Vuelo 123 de Japan Airlines
La colisión del vuelo 123 de Japan Airlines en 1985 es el desastre con un solo avión con el mayor número de víctimas mortales. En este accidente murieron 520 personas a bordo de un Boeing 747. El avión sufrió de una descompresión explosiva por una reparación incorrecta del mamparo posterior que mantiene la presurización, fallando durante el vuelo y provocando la destrucción de gran parte del estabilizador vertical, cortando muchas líneas hidráulicas y haciendo del 747 un avión virtualmente incontrolable. Los pilotos lograron mantener el avión en vuelo durante varios minutos antes de estrellarse contra una montaña. Notablemente, muchos de los ocupantes sobrevivieron al impacto, pero para el momento en que los equipos de rescate pudieron acceder al lugar la mayoría ya había perecido debido a la gravedad de sus heridas.

### Otros casos con altas cifras de víctimas

#### Peor accidente de aviación comercial en cada momento desde la Segunda Guerra Mundial
- Desastre aéreo de Tachikawa, 129 muertos (1953-60)
- Colisión aérea de Nueva York de 1960, 134 muertos (1960-69)
- Vuelo 742 de Viasa, 155 muertos (1969-71)
- Vuelo 58 de All Nippon Airways, 162 muertos (1971-72)
- Vuelo 217 de Aeroflot, 174 muertos (1972-73)
- Desastre aéreo de Kano, 176 muertos (1973-74)
- Vuelo 981 de Turkish Airlines, 346 muertos (1974-77)
- Desastre aéreo de Tenerife, 583 muertos (1977-presente)

#### Peor accidente aéreo por década[nota 1]
- años 1950: Desastre aéreo de Tachikawa, 129 muertos (18 de junio de 1953)
- años 1960: Vuelo 742 de Viasa, 155 muertos (16 de marzo de 1969)
- años 1970: Desastre aéreo de Tenerife, 583 muertos (27 de marzo de 1977)
- años 1980: Vuelo 123 de Japan Airlines, 520 muertos (12 de agosto de 1985)
- años 1990: Colisión aérea de Charkhi Dadri, 349 muertos (12 de noviembre de 1996)
- años 2000: Accidente de un Ilyushin iraní, 275 muertos (19 de febrero de 2003)[nota 2]
- años 2010: Accidente del Il-76 de la Fuerza Aérea de Argelia, 257 muertos (11 de abril de 2018)[nota 3]
- años 2020: Vuelo 171 de Air India, 279 muertos (12 de junio de 2025)

#### Colisión aérea más letal
La colisión aérea más letal en el mundo fue la de Charkhi Dadri en 1996, involucrando los vuelos 763 de Saudi Arabian Airlines y 1907 de Air Kazakhstan sobre Haryana, India. El accidente ocurrió principalmente porque el piloto del vuelo de Kazakh estaba volando por debajo de la altitud a la que tenía autorización en su plan de vuelo. Todos los 349 pasajeros y tripulación a bordo de ambos vuelos murieron. La Comisión Ramesh Chandra Lahoti, encargada de estudiar las causas, hizo la recomendación de crear «corredores aéreos» para prevenir que aviones volando en direcciones opuestas se encuentren volando a la misma altitud. Las Autoridades de Aviación Civil de India hicieron obligatorio para todos los aviones que vuelen desde y hacia India el encontrase equipados con el sistema ACAS (Airborne Collision Avoidance System o Sistema de Evasión de Colisiones en Vuelo). Esta fue la primera vez en el mundo que el ACAS se reglamentaba como sistema obligatorio.
Otras colisiones en el aire famosas son la colisión aérea en el Gran Cañón de 1956 (128 muertos), el vuelo 182 de PSA (144 muertos, 25 de septiembre de 1978), el vuelo 498 de Aeroméxico (82 muertos, 31 de agosto de 1986), la colisión aérea en Überlingen (71 muertos, 1 de julio de 2002) o el vuelo 1907 de Gol (154 muertos, 29 de septiembre de 2006).

#### Mayor número de fallecidos por una bomba detonada en vuelo

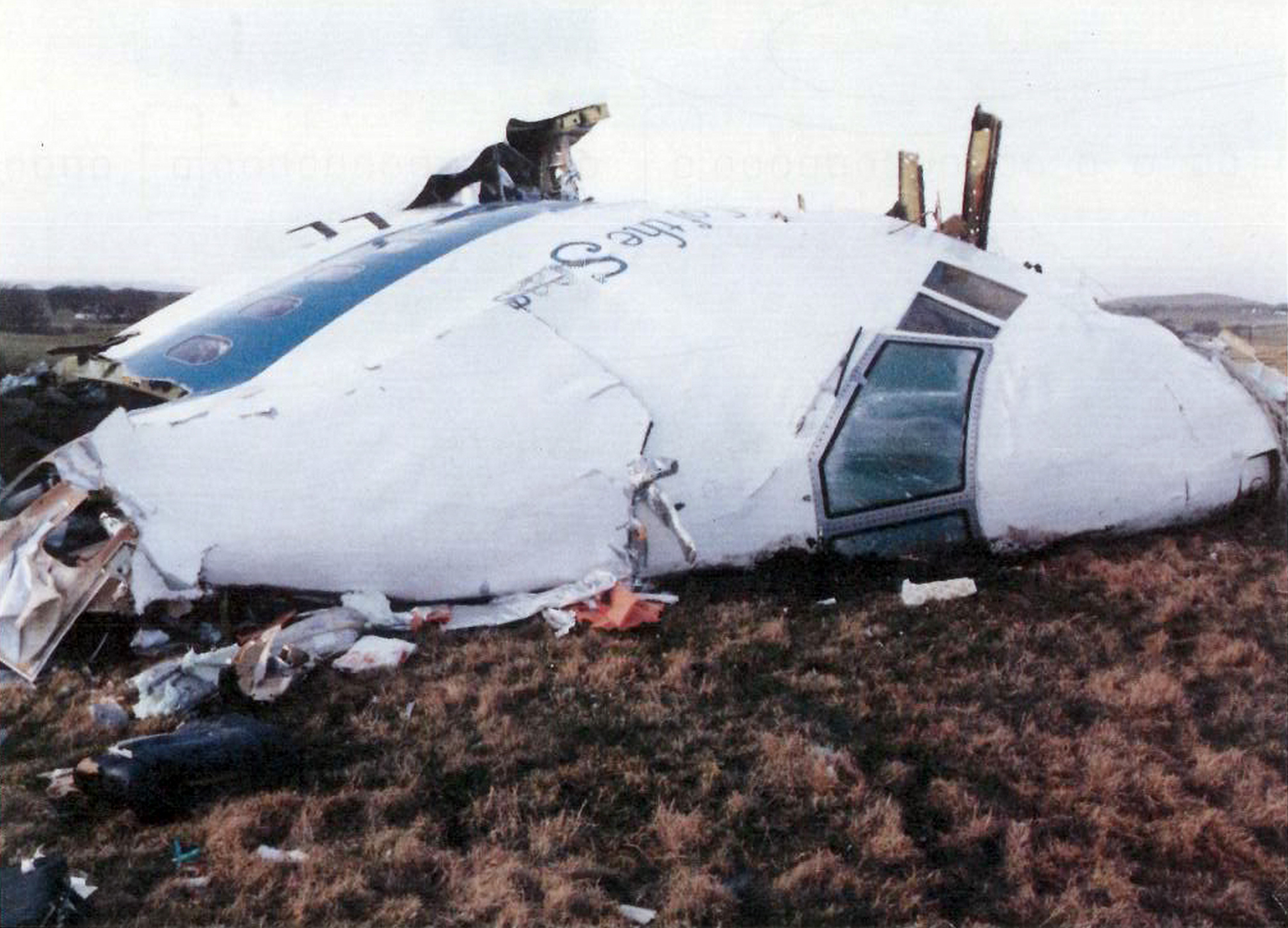
El atentado contra el Vuelo 103 de Pan Am cuando volaba encima de Lockerbie (Reino Unido) y que mueren 269 personas.

El 23 de junio de 1985, el Vuelo 182 de Air India, un Boeing 747-237B, se estrelló al sudeste de la costa de Irlanda cuando una bomba estalló en el compartimiento de carga. Todos sus 307 pasajeros y 22 miembros de la tripulación fallecieron. Uno de los pasajeros que se chequeó como Mr. Singh, no abordó el vuelo, pero su maletín en el que estaba contenida la bomba sí fue cargada al vuelo. «Mr. Singh» jamás fue identificado o capturado. Luego se descubrió que los extremistas sijes estaban detrás del atentado y que se debía a una retaliación por el ataque del gobierno indio en el Templo Dorado de la ciudad de Amritsar, que es de extrema importancia para los sijes. Este fue, en su momento, el ataque terrorista más letal que involucrara una aeronave.
También son muy conocidos el vuelo 103 de Pan Am, que explotó por una bomba sobre Lockerbie (269 muertos, 21 de diciembre de 1988), el vuelo 772 de UTA (171 muertos, 19 de septiembre de 1989). Ambos atentados fueron atribuidos al dictador libio Gadafi. El atentado con bomba contra el vuelo 858 de Korean Air (115 muertos, 29 de noviembre de 1987), fue realizado por agentes norcoreanos. El atentado con bomba contra el vuelo 203 de Avianca (110 muertos, 27 de noviembre de 1989) fue atribuido al narcotraficante colombiano Pablo Escobar. El atentado con bomba contra el vuelo 9268 de Metrojet (314 muertos, 31 de octubre de 2015) fue atribuido al grupo terrorista Estado Islámico.

#### Mayor número de muertes de un transporte militar
El accidente del Ilyushin Il-76 de Irán en el 2003 es actualmente el mayor accidente de un vuelo militar con 275 muertos. Fue un caso de vuelo controlado contra el terreno. También destaca el vuelo 1285 de Arrow Air en el que se transportaba personal militar estadounidense en un vuelo chárter de regreso a casa para Navidad, que se estrelló al despegar, falleciendo las 256 personas a bordo.

#### Mayor accidente provocado por ataque de un avión de guerra
El 1 de septiembre de 1983, un interceptor soviético Sukhoi Su-15 derribó el Vuelo 007 de Korean Air tras invadir el espacio aéreo soviético, matando a 269 pasajeros y la tripulación a bordo. También destaca el vuelo 114 de Libyan Arab Airlines, derribado por cazas israelíes en 1973 (104 muertos).

#### Mayor accidente causado por armamento antiaéreo desde tierra o mar
El vuelo 655 de Iran Air fue derribado el 3 de julio de 1988 por dos misiles lanzados desde el crucero naval USS Vincennes de la Armada estadounidense sobre el Estrecho de Ormuz, matando a las 290 personas a bordo. Fue un hecho polémico, que aún es tema de discusión en Estados Unidos. Los gobiernos de Estados Unidos e Irán llegaron a un acuerdo para resolver el incidente mediante la Corte Internacional de Justicia. Como parte del acuerdo, Estados Unidos pagó compensaciones monetarias a las víctimas, pero nunca ofreció una disculpa oficial pública. También destacan el vuelo 17 de Malaysia Airlines, que fue derribado por separatistas prorrusos el 17 de julio de 2014 muriendo 298 personas, y el derribo del vuelo 752 de Ukraine International Airlines por misiles antiaéreos iraníes, que dejó 176 muertos el 8 de enero de 2020.

#### Mayor accidente ocurrido por fuego en vuelo

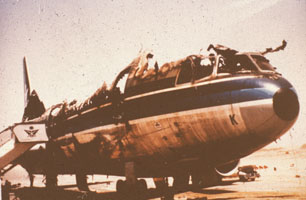
Restos calcinados del vuelo 163 de Saudia.

El vuelo 163 de Saudia sufrió un incendio en la bodega de carga mientras volaba, consiguió aterrizar de emergencia, pero al hacerlo seguían funcionando los motores, por lo que los equipos de emergencia no pudieron acercarse. Tampoco pudieron abrirse las puertas de evacuación y mientras el pasaje moría asfixiado y el fuego avanzaba por todo el interior del avión. Pocos minutos después el avión finalmente estalló en llamas y fue consumido totalmente por el fuego, matando a todos los 301 pasajeros a bordo.
Otros accidentes conocidos por fuego en vuelo son el vuelo 2120 de Nigeria Airways (261 muertos, 11 de julio de 1991), el vuelo 800 de TWA (230 muertos, 17 de julio de 1996), el Vuelo 111 de Swissair (229 muertos, 2 de septiembre de 1998), el vuelo 295 de South African Airways (159 muertos, 28 de noviembre de 1987), el vuelo 592 de ValuJet (110 muertos, 11 de mayo de 1996) y el accidente del Concorde (113 muertos, 25 de julio de 2000).

#### Mayor número de personas muertas en tierra por un accidente de avión

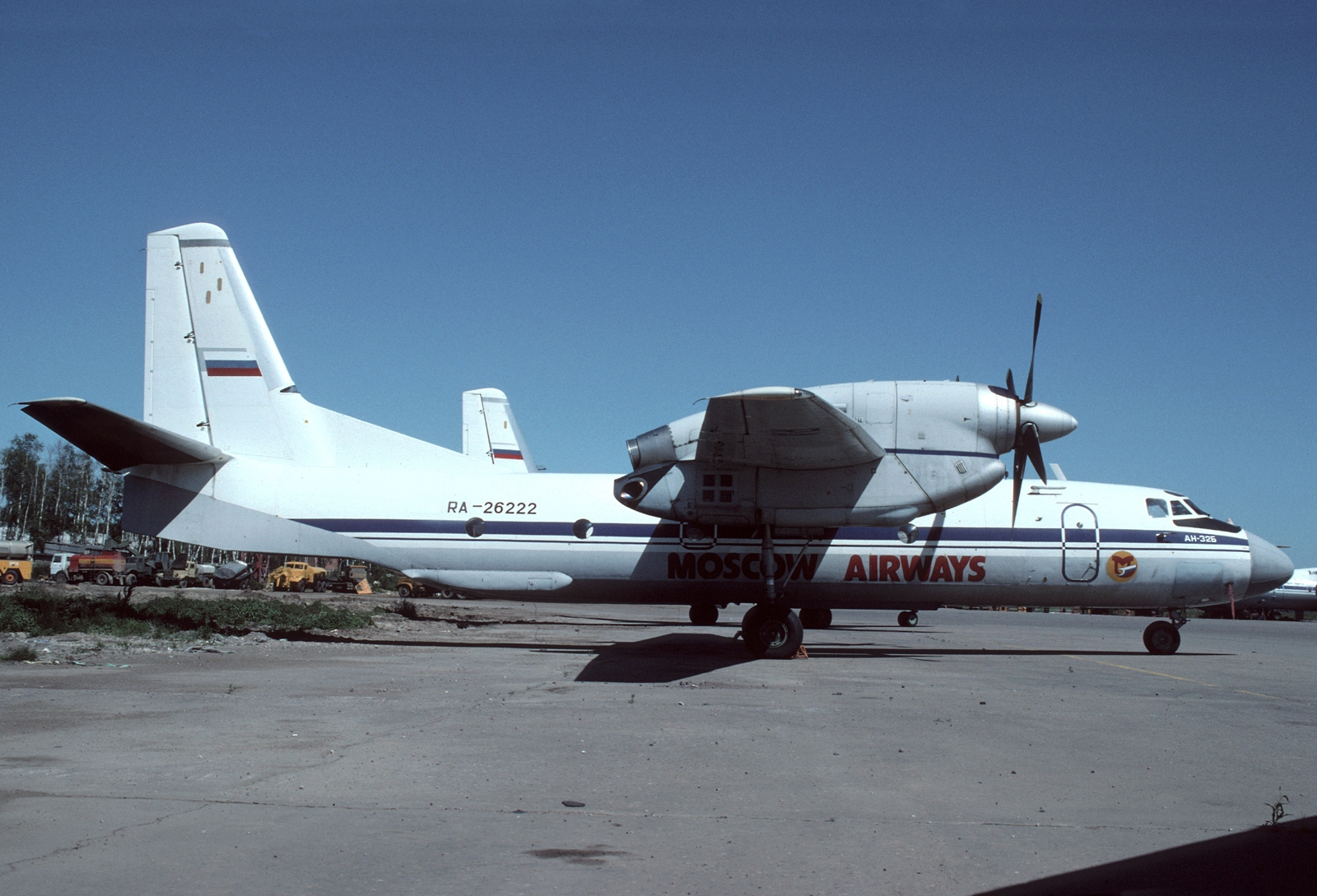
Por el accidente del avión de Air Africa 1996 murieron entre 227 y 348 personas en tierra al impactar el avión contra un mercado callejero.

El 8 de enero de 1996, el accidente de un avión de Air Africa 1996 provocó la muerte de 2 de los 6 ocupantes del avión, pero debido a que este sobrepasó la pista al intentar despegar y chocó contra un mercado callejero lleno de gente en Kinsasa (República Democrática del Congo) murieron entre 227 y 348 personas y alrededor de 500 resultaron heridas.
Otros accidentes destacables son el vuelo 742 de Viasa en el que murieron 155 personas en 1969, el vuelo 4226 de EAS Airlines (149 muertos,4 de mayo de 2002) y el vuelo 1862 de El Al en el que murieron 43 personas cuando un avión chocó contra un bloque de viviendas de una ciudad holandesa en 1992.
En 2002 sucedió en Ucrania el desastre de Leópolis, que es el peor accidente aéreo durante una exhibición de vuelo en la historia, cuando un caza Sukhoi Su-27 chocó contra el público y murieron 77 personas y hubo más de 500 heridos.

#### Peores catástrofes por suicidio de uno de los pilotos
Que un avión se estrelle por suicidio deliberado de uno de los pilotos es una acción que ha ocurrido en muy pocas ocasiones. Las más conocidas son el vuelo 630 de Royal Air Maroc (1994, 44 muertos), el vuelo 470 de LAM (2013, 33 muertos) y el vuelo 9525 de Germanwings (2015, 150 muertos). En estos siniestros está demostrado el suicidio de uno de los pilotos como causa del desastre.
No obstante, hay otras catástrofes aéreas en las que el suicidio parece ser el motivo más probable de la pérdida de los aviones y vidas humanas pero estas teorías chocan con otras conclusiones que señalan otras causas de esas pérdidas. Esas pérdidas "discutidas" son: el vuelo 185 de SilkAir (1997, 104 muertos), vuelo 990 de Egyptair (1999, 217 muertos), y el vuelo 370 de Malaysia Airlines (2014, 239 desaparecidos).

#### Accidente con alto índice de víctimas, con divergencias de los órganos de investigación
En la madrugada del 31 de octubre de 1999, el Vuelo 990 de Egypt Air (MSR990) se estrelló en el Océano Atlántico a aproximadamente 100 kilómetros al sur de Nantucket Island, Massachusetts, en aguas internacionales, perdiendo la vida sus 217 ocupantes. El reporte de la Junta Nacional de Seguridad en el Transporte concluyó que el copiloto intencionalmente condujo el avión a volar en picada hacia el océano, aludiendo una acción suicida; las autoridades egipcias negaron de forma vehemente la hipótesis aludiendo una falla mecánica como la causa, señalando que el veredicto fue emitido a priori; tras el accidente, Boeing presentó un boletín de revisión para todos los 767. Un hecho similar ocurrió con el vuelo 185 de SilkAir (104 muertos, 19 de diciembre de 1997), donde también hubo investigaciones con diferentes conclusiones. La caída del vuelo 870 de Aerolinee Itavia (81 muertos, 27 de junio de 1980) sigue siendo polémico hoy en día: unas investigaciones señalan que fue derribado por un misil y otras por una bomba en su interior.

#### Mayor desaparición de un avión

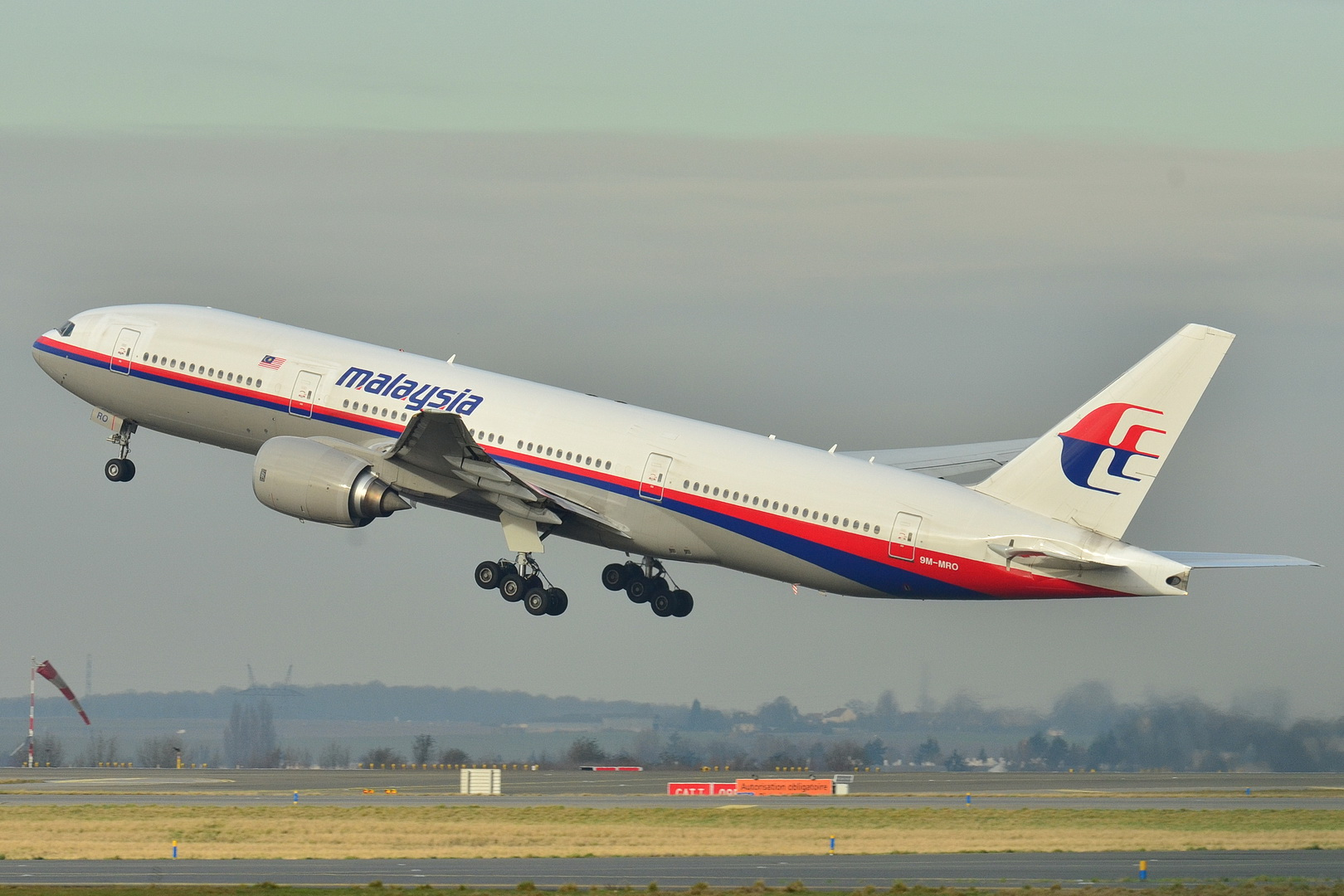
Vuelo 370 de Malaysia Airlines, desaparecido el 8 de marzo de 2014.

El 8 de marzo de 2014 el vuelo 370 de Malaysia Airlines desapareció tras desviarse de su ruta programada entre Malasia y China. Hubo búsquedas por parte de varios gobiernos de sus presumibles restos en el mar durante meses sin encontrar restos ni el pecio del hipotético naufragio en el océano Índico. A día de hoy, se han encontrado algunos restos atribuidos a la aeronave en las costas africanas. Dentro de las numerosas teorías de lo que sucedió a bordo, algunos expertos en accidentes de avión dieron la teoría del suicidio de uno de los pilotos como la más probable de lo que sucedió a bordo.
Otras desapariciones famosas son el vuelo 19 que desapareció sobre el Triángulo de las Bermudas, la desaparición en el océano Pacífico de la aviadora estadounidense Amelia Earhart y el vuelo 404 de Pakistan International Airlines, que supuestamente se estrelló en una montaña del Himalaya.

#### Avión fantasma

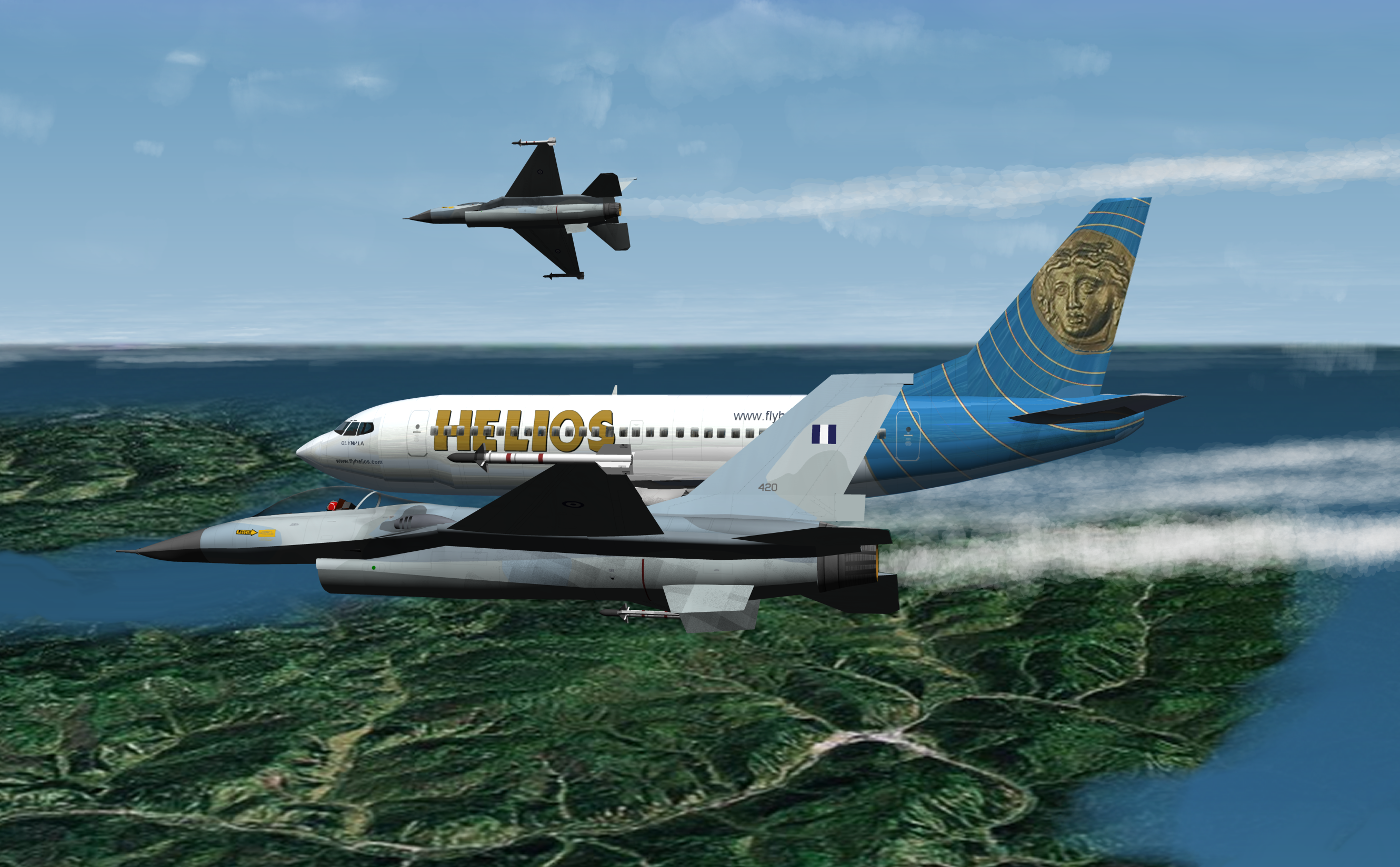
Recreación de dos cazas griegos F-16 inspeccionando el vuelo 522 de Helios Airways en el aire.

En lo referente a los accidentes aéreos, un "avión fantasma" o "vuelo fantasma" se produce cuando el avión, ya en el aire, sufre algún tipo de accidente que ha incapacitado a la tripulación y los pasajeros por hipoxia (falta de oxígeno), pero la aeronave sigue volando gracias al piloto automático hasta quedarse sin combustible y acaba estrellándose, después de salirse de su trayectoria de vuelo. Este tipo de accidentes se suelen dar por una descompresión lenta incontrolada, que afecta a la presurización de cabina. No ha habido supervivientes en esta clase de accidentes y es muy posible que incluso aterrizando intacto el avión el daño por falta de oxígeno sea irreparable para quienes fueran a bordo.
Algunos ejemplos son el accidente del Learjet en Dakota del Sur de 1999 (6 muertos), el accidente del Beechcraft King Air en Australia de 2000 (8 muertos), el más mortífero Vuelo 522 de Helios Airways (121 muertos), el accidente del Cessna 551 de 2022 (4 muertos) y el accidente aéreo en Virginia de 2023 (4 muertos).

#### Aerolínea con más accidentes
La compañía aérea con más accidentes y muertos es la aerolínea rusa Aeroflot, con un total de 731 accidentes que han tenido como resultado 8231 víctimas mortales, teniendo aproximadamente cinco veces más accidentes que cualquier otra aerolínea (todas las cuales eran mucho más pequeñas). El historial de accidentes históricos de Aeroflot se relaciona con el hecho de que es una de las aerolíneas más antiguas, fue la aerolínea más grande del mundo por varias décadas e incluyó todos los aviones civiles, militares y agrícolas operados por la antigua Unión Soviética.

#### Modelo de avión civil con más accidentes
El Boeing 737 es la aeronave con más accidentes de la historia, pero se debe a que es el avión comercial más vendido de la historia. Hasta octubre de 2015, se habían producido un total de 368 accidentes e incidentes de aviación que involucraban a todos los modelos 737, incluyendo 184 accidentes con pérdida total que resultaron en un total de 4862 muertes. Los 737 también han estado involucrados en 111 secuestros, con 325 muertes.
Según la estadística de la ASN (Aviation safety Network) el Boeing 737 del que se han construido 5873 unidades desde 1967 al 2012 tiene en su haber 3,5 accidentes por año, mientras que los aviones europeos similares de la familia Airbus A320 (A319/320/321) con 4724 construidos desde 1987 a 2012 contabilizan solamente 23 accidentes de este tipo, con una media inferior a un accidente por año de operación.

#### Año con más accidentes y año con menos

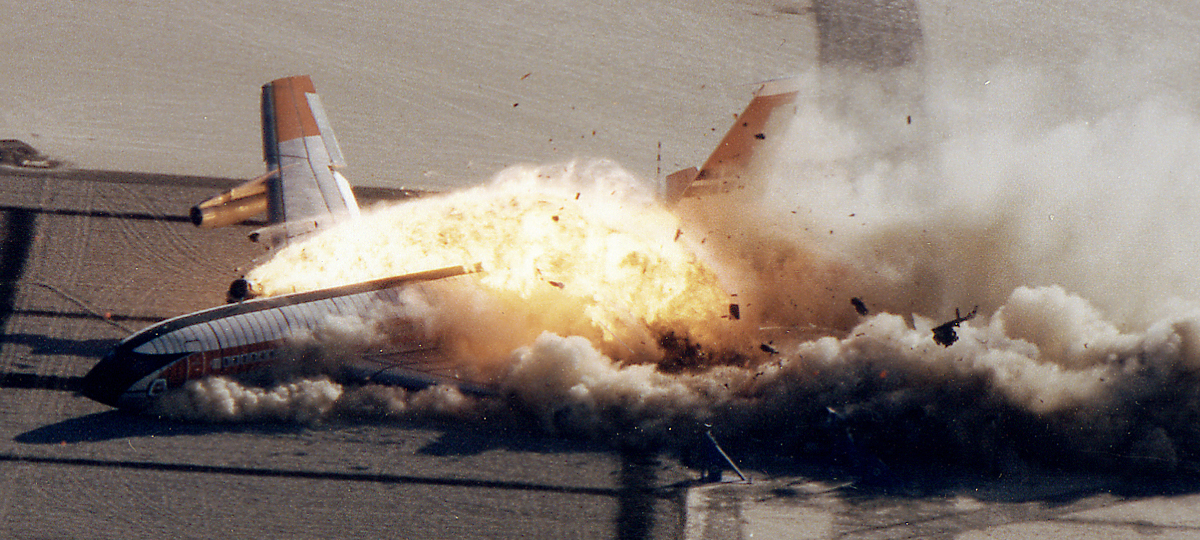
Impacto controlado por la NASA y las FAA en un estudio para obtener datos.

Hay que empezar señalando que en las últimas décadas el número de accidentes de aviación (y muertos por este motivo) ha descendido de manera progresiva. 2017 fue el año con menos accidentes (solo hubo 10 accidentes significativos y ninguno en un vuelo comercial a propulsión) y cero muertos en vuelos comerciales. En 2020 se batió el récord de menos accidentes (solo 8), pero hubo más muertos (314 fallecidos), hay que tener en cuenta que ese año el impacto en la aviación de la pandemia de COVID-19 redujo un 42 % el número de vuelos. En 2021 la cifra fue de 4 accidentes mortales en aviones comerciales, en los que murieron 81 personas, lo que supuso un accidente fatal cada 5,3 millones de vuelos. En 2023 murieron 110 personas en 6 accidentes.
Pero el año con más accidentes (y muertos) hasta ahora fue 1972, con 344 accidentes, que provocaron 3346 muertes.

## Seguridad

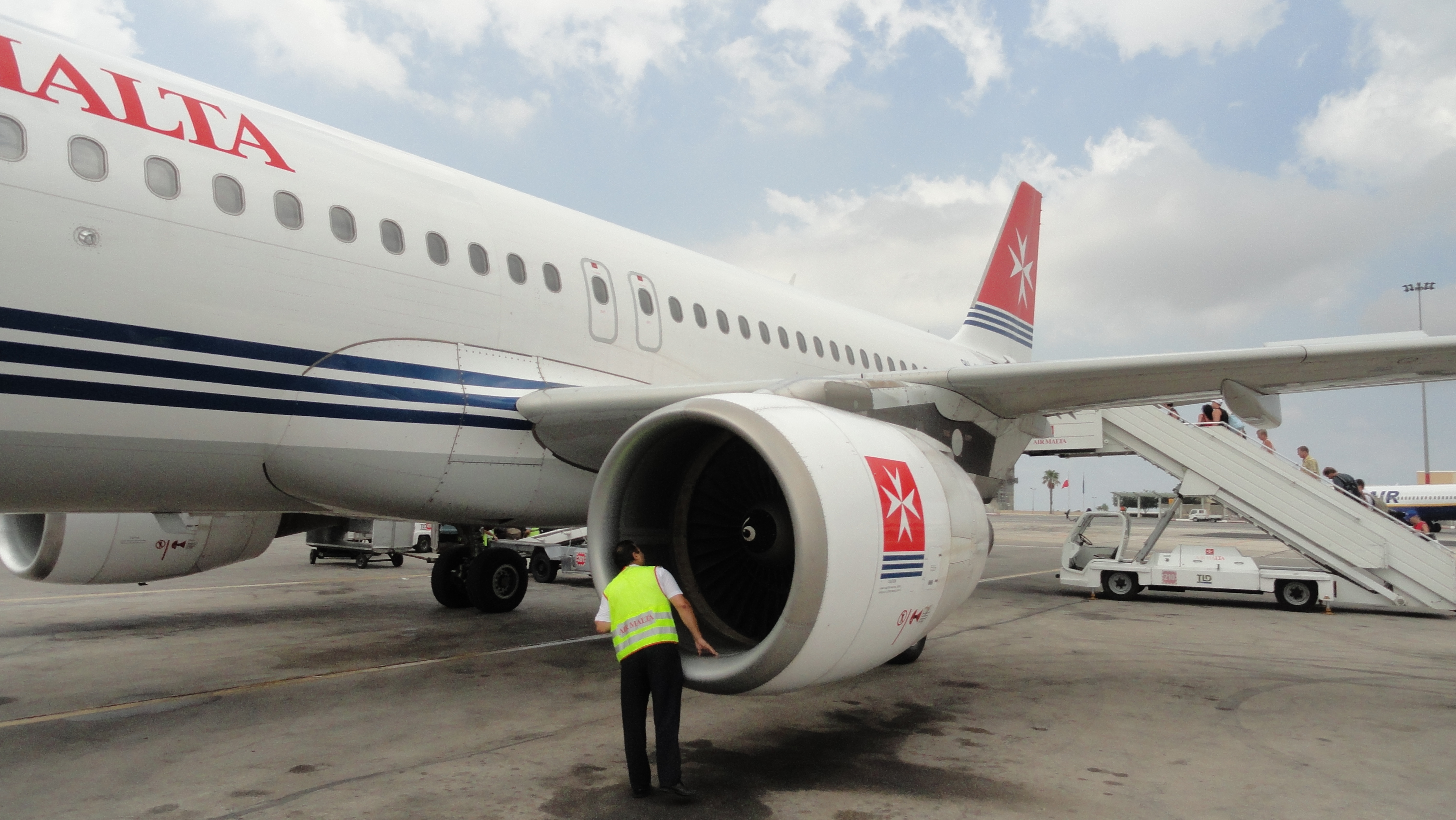
Un mecánico realiza una inspección antes de un vuelo de un Airbus A320.

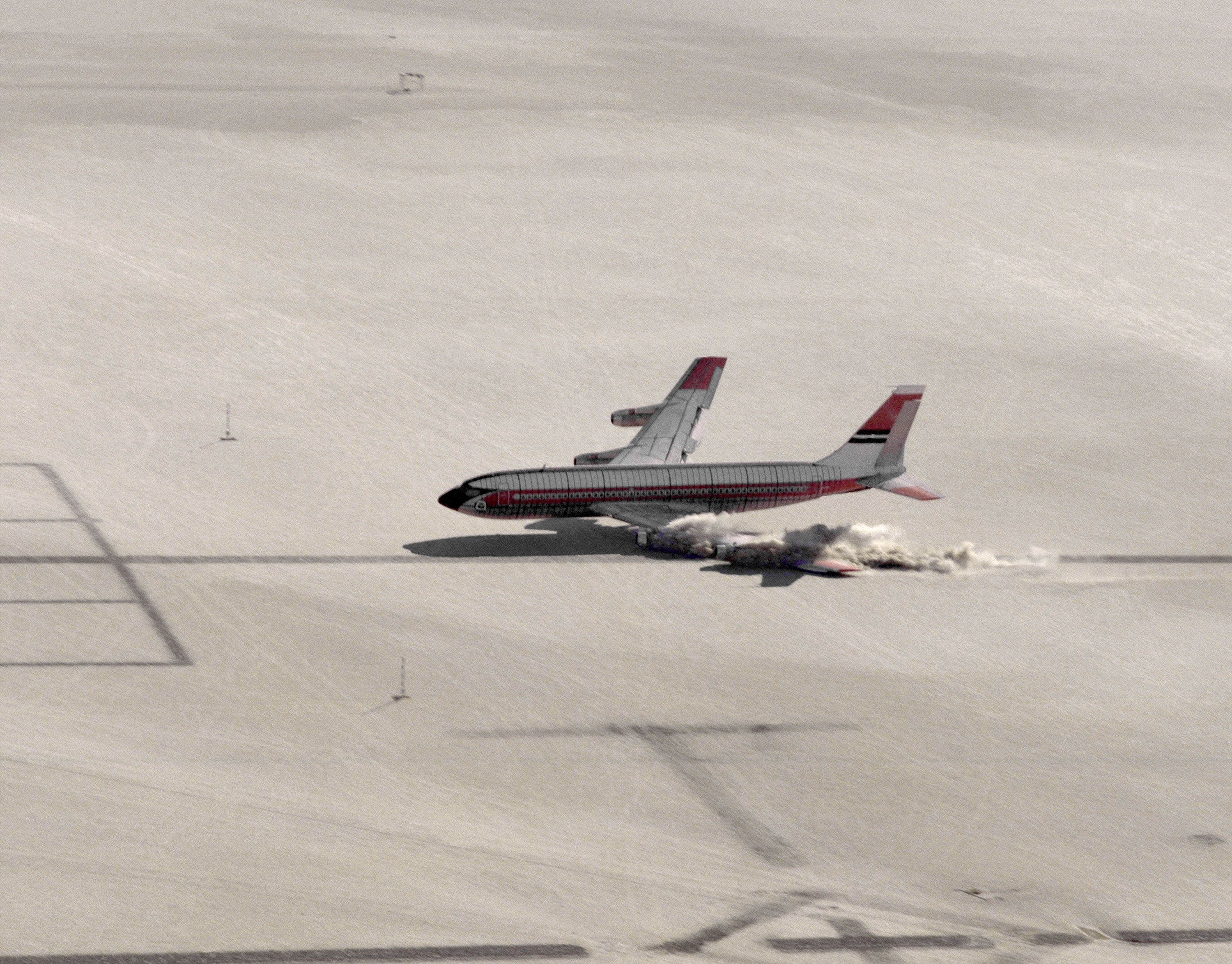
Se estrellan aviones por control remoto para averiguar su rendimiento.

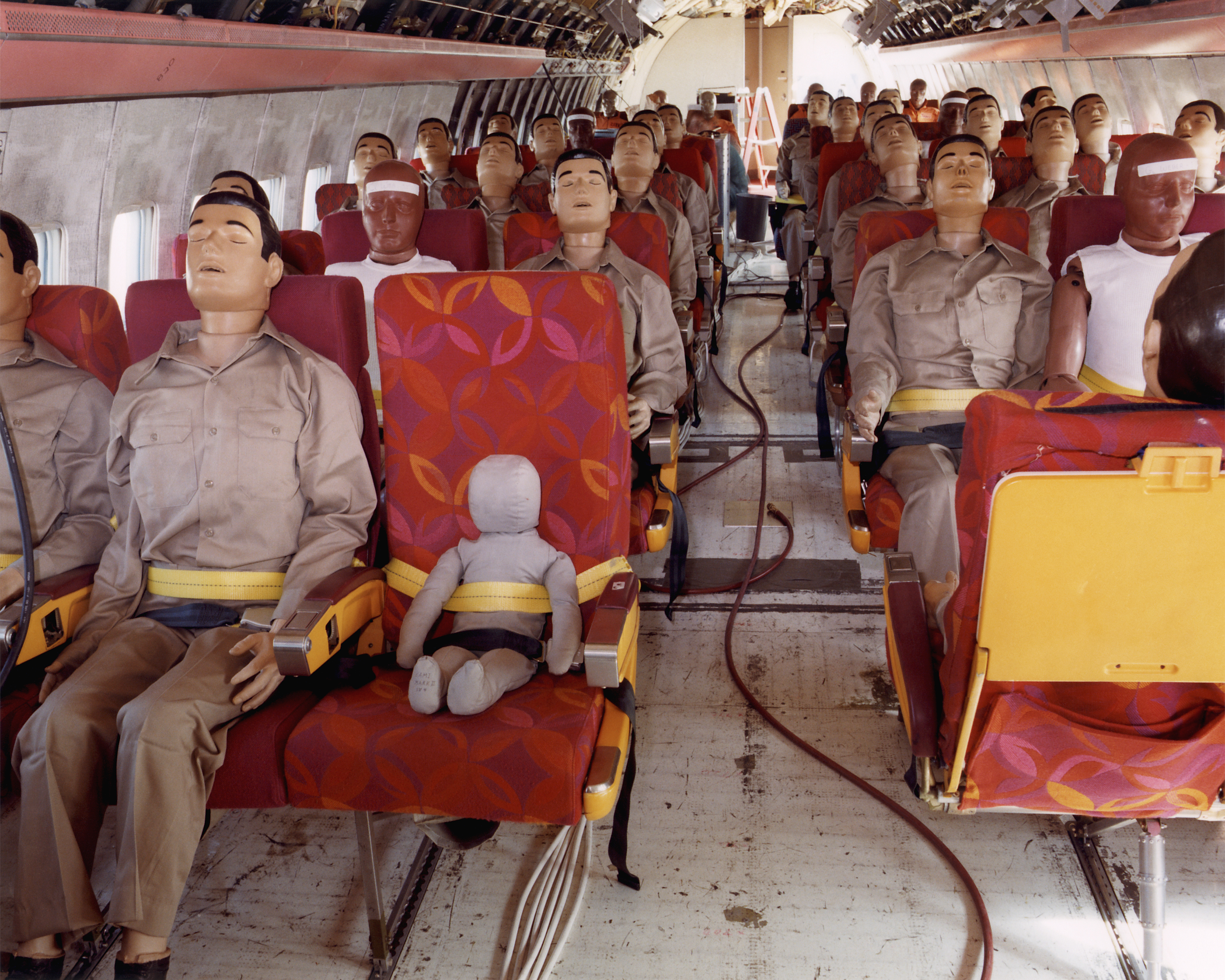
Para las pruebas de impactos se usan muñecos que representan cuerpos humanos, al igual que en las pruebas de colisión de vehículos.

La seguridad aérea ha mejorado considerablemente durante los más de cien años que lleva funcionando. En la actualidad, dos grandes fabricantes aún producen enormes aviones de pasajeros para el mercado civil: Boeing en los Estados Unidos y Airbus en Europa. Ambas han establecido un gran énfasis en el uso de equipo de seguridad aérea, la cual es una industria multimillonaria por sí misma y ha hecho de la seguridad uno de los puntos principales en sus ventas, teniendo en cuenta que un registro de seguridad aérea pobre en la industria de la aviación afectaría fundamentalmente la subsistencia corporativa. Algunos de los mecanismos/dispositivos de seguridad requeridos en aviones de pasajeros incluyen:
- Resbaladeras de evacuación que permiten una rápida salida de los pasajeros desde un avión en una situación de emergencia.[38]
- Aviónica avanzada y sistemas computarizados de auto-recuperación y alerta.
- Motores de reacción con mejoras en su durabilidad y contención de fallas.
- Tren de aterrizaje que puedan ser bajados aún con falla total de los sistemas eléctricos e hidráulicos.[39]

### Tasas de accidentabilidad
Cuando es medido con la relación entre pasajero y distancia recorrida, el transporte aéreo representa el medio de transporte más seguro disponible: estas cifras son presentadas por los representantes de la industria aérea cuando se refieren a la seguridad del medio. Una declaración común en la BBC afirma que: «Las operaciones de aerolíneas en el Reino Unido están dentro de las más seguras de cualquier parte. Cuando se comparan contra todos los otros medios de transporte en relación con las víctimas fatales por milla, el transporte aéreo resulta ser el más seguro —hasta seis veces más seguro que viajar por automóvil y dos veces más que en tren—». Sin embargo, cuando se miden las víctimas fatales en relación con el número de pasajeros transportados, los autobuses resultan ser el modo más seguro de transporte y la cifra de inseguridad del transporte aéreo solo es superada por motocicletas y bicicletas (transportes de máximo dos pasajeros). Esta estadística es la que usan las aseguradoras para calcular el costo de las pólizas que deben ser cobradas a los pasajeros que viajan por aire.
Por cada mil millones de kilómetros recorridos, los trenes tienen una tasa de fatalidad 12 veces mayor que el transporte aéreo, y los automóviles de 62 veces mayor en comparación. Por otra parte, por cada mil millones de viajes realizados, los autobuses son la forma más segura de viajar. La última muestra de esta estadística revela que el número de víctimas fatales en relación con la cantidad de pasajeros, es tres veces más peligrosa en transporte aéreo que en automóvil, y cerca de treinta veces más peligrosa que un autobús.

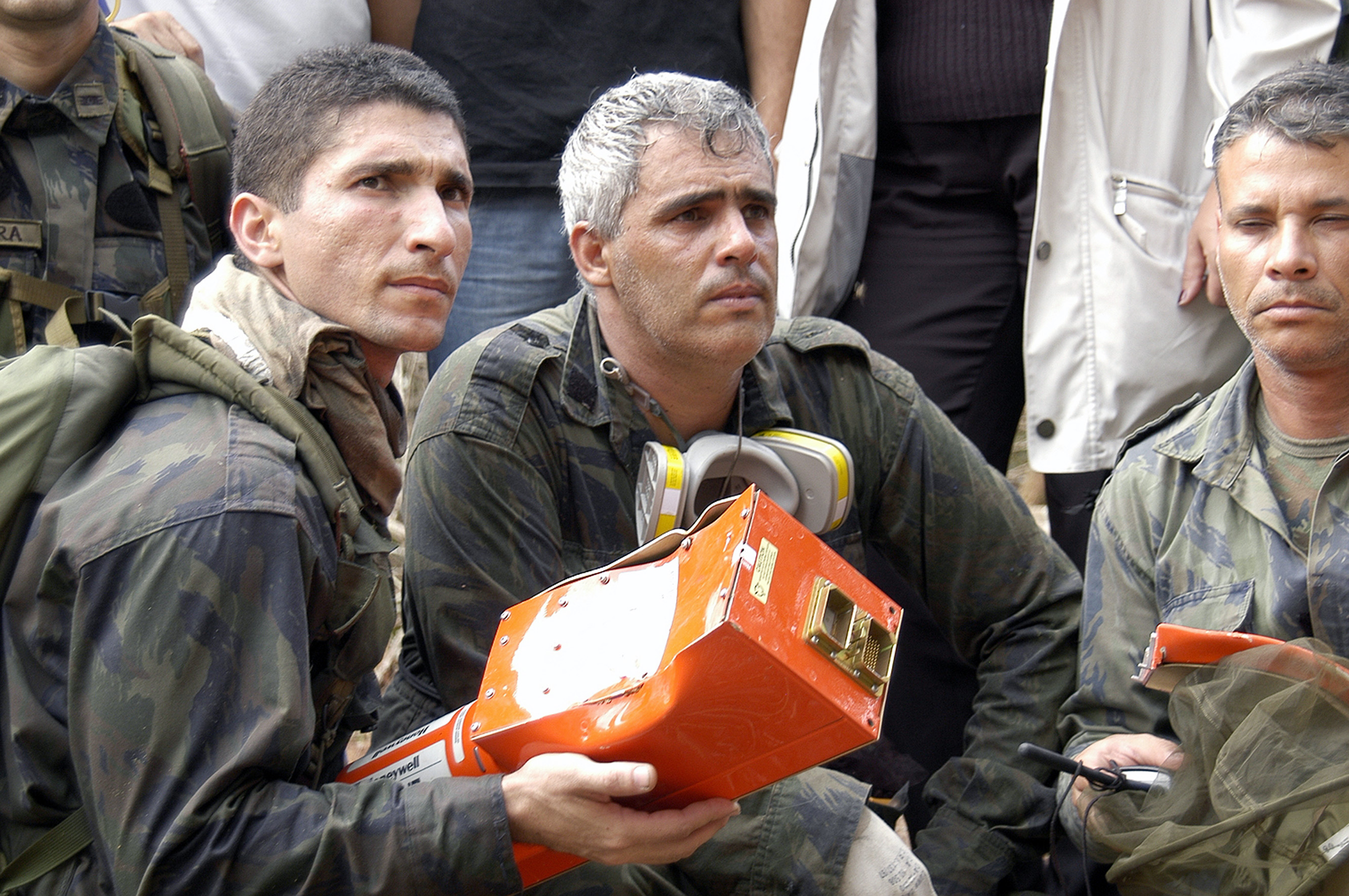
Imagen posterior a la colisión del Vuelo 1907 de Gol, con personal de la Fuerza Aérea de Brasil recuperando el grabador de datos de vuelo, conocida como caja negra.

Un estudio de Popular Mechanics realizado en 2007, encontró que los pasajeros que se sientan en la parte trasera del avión tienen una posibilidad mayor de supervivencia del 40 % en caso de accidente respecto a aquellos que se sientan en la parte delantera, a pesar de que la publicación admite que para Boeing, la FAA y otro sitio web especializado en seguridad aérea, no existe un asiento más seguro que cualquiera. El artículo estudiaba 20 colisiones distintas, sin tener en cuenta los desarrollos o mejoras posteriores realizados en seguridad aérea tras haber sucedido. Sin embargo, las denominadas cajas negras o grabadoras de datos de vuelo, usualmente se montan en la cola del avión debido a que es la parte del avión que parece sufrir menos daños tras una colisión severa.
Sorprendentemente, el 95 % de las personas involucradas en un accidente de avión entre 1983 y el año 2000 en Estados Unidos, sobrevivió.

### Caja negra
Se denomina caja negra o registrador de vuelo al dispositivo que, principalmente en las aeronaves y coches motores o locomotoras de trenes, registra la actividad de los instrumentos y las conversaciones en la cabina de vuelo. Su función es almacenar datos que, en caso de un accidente, permitan analizar lo ocurrido en los momentos previos. En realidad son de color llamativo (principalmente naranja) para facilitar su búsqueda en caso de siniestro.

## El ASRS
El Sistema de Reportaje de Seguridad en Aviación (ASRS) es un sistema voluntario de la FAA que reúne reportes de seguridad incidentales/situacionales que son declarados voluntariamente y de forma anónima por pilotos, controladores y terceros. El ASRS usa los reportes para identificar fallas en los sistemas, y mensajes de alerta, y realiza dos publicaciones: «CALLBACK» y «ASRS Directline». La información recopilada es hecha pública y es usada por la FAA, la NASA y otras organizaciones civiles que realizan investigaciones y trabajan para la seguridad en vuelo; gran parte de su éxito se atribuye a la confidencialidad conferida a quien reporta, eliminando la preocupación o la omisión de detalles que pudieran afectar el historial de desempeño de pilotos o aerolíneas y por el contrario, generan recomendaciones preventivas para la aviación mundial.

## Estadísticas

### Oficina de Registro de Colisiones Aéreas (ACRO)

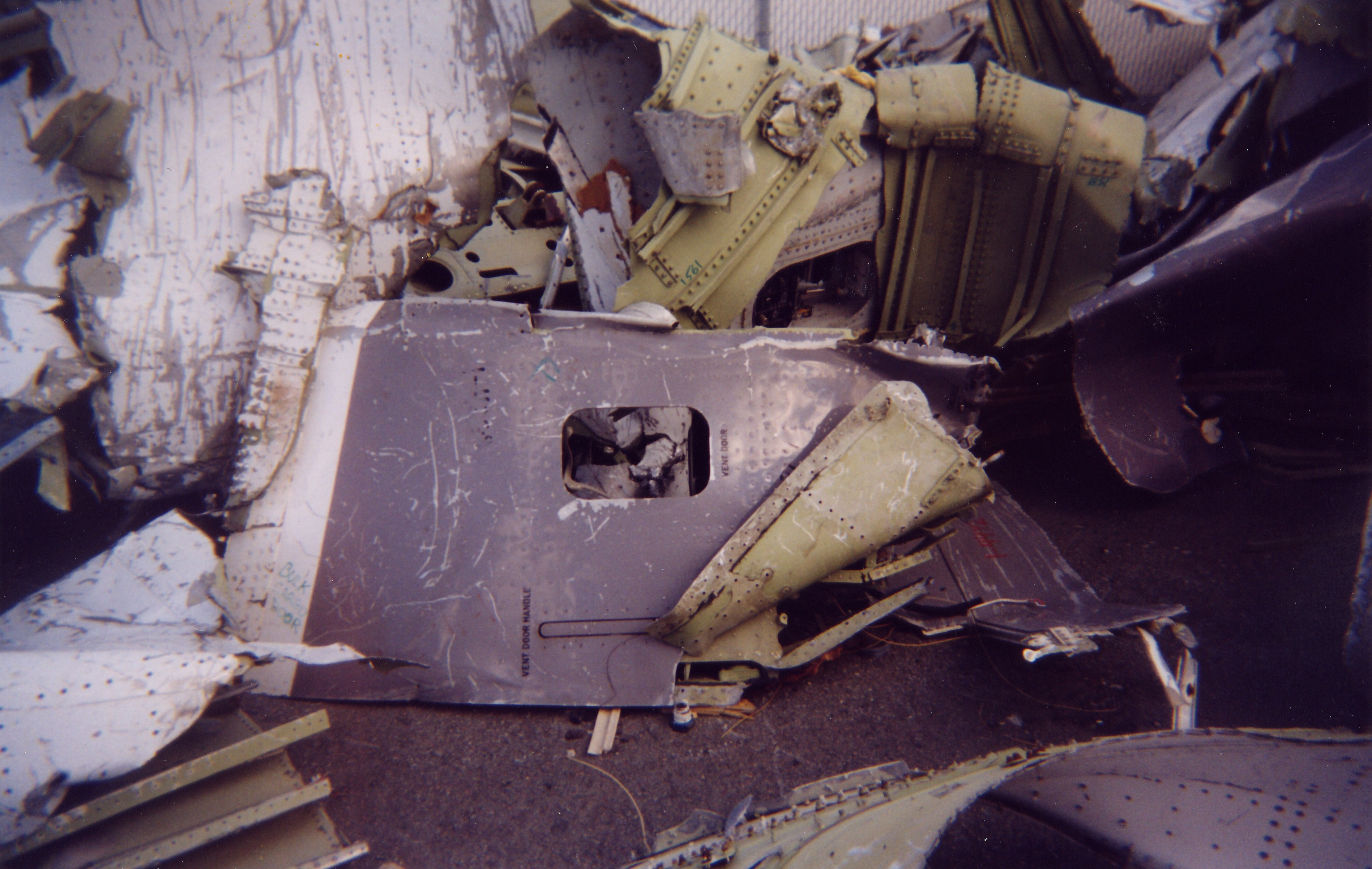
Restos recién recuperados del Vuelo 111 de Swissair.

Con base en Ginebra, la Oficina de Registro de Colisiones Aéreas (ACRO: Aircraft Crashes Record Office) recopila estadísticas de accidentes aeronáuticos de aviones que están en capacidad de llevar más de seis pasajeros y no incluye helicópteros, globos aerostáticos, o aviones caza. Debe tenerse en cuenta que la ACRO no es una organización gubernamental oficial.
Estas cifras podrían ser menores que el total de accidentes de aviación y muertos registrados, en la medida en que la ACRO solo considera aquellos accidentes en los que un avión sufre un daño tan severo que supone su salida de circulación definitiva.
| Año  | Muertes | Número de incidentes y accidentes aéreos |
| ---- | ------- | ---------------------------------------- |
| 1970 | 2226    | 298                                      |
| 1971 | 2228    | 271                                      |
| 1972 | 3346    | 344                                      |
| 1973 | 2814    | 333                                      |
| 1974 | 2621    | 270                                      |
| 1975 | 1856    | 316                                      |
| 1976 | 2419    | 277                                      |
| 1977 | 2449    | 340                                      |
| 1978 | 2042    | 356                                      |
| 1979 | 2511    | 328                                      |
| 1980 | 2203    | 325                                      |
| 1981 | 1506    | 272                                      |
| 1982 | 1958    | 250                                      |
| 1983 | 1921    | 238                                      |
| 1984 | 1273    | 234                                      |
| 1985 | 2968    | 261                                      |
| 1986 | 1763    | 238                                      |
| 1987 | 2064    | 277                                      |
| 1988 | 2313    | 254                                      |
| 1989 | 2507    | 265                                      |
| 1990 | 1631    | 261                                      |
| 1991 | 1957    | 240                                      |
| 1992 | 2299    | 266                                      |
| 1993 | 1760    | 275                                      |
| 1994 | 2018    | 231                                      |
| 1995 | 1828    | 266                                      |
| 1996 | 2796    | 251                                      |
| 1997 | 1768    | 232                                      |
| 1998 | 1721    | 225                                      |
| 1999 | 1150    | 221                                      |
| 2000 | 1586    | 198                                      |
| 2001 | 1539    | 210                                      |
| 2002 | 1418    | 197                                      |
| 2003 | 1233    | 201                                      |
| 2004 | 767     | 178                                      |
| 2005 | 1463    | 194                                      |
| 2006 | 1298    | 192                                      |
| 2007 | 981     | 169                                      |
| 2008 | 952     | 189                                      |
| 2009 | 1108    | 163                                      |
| 2010 | 1130    | 162                                      |
| 2011 | 828     | 154                                      |
| 2012 | 800     | 156                                      |
| 2013 | 459     | 138                                      |
| 2014 | 1328    | 122                                      |
| 2015 | 898     | 123                                      |
| 2016 | 629     | 102                                      |
| 2017 | 399     | 101                                      |
| 2018 | 1040    | 113                                      |
| 2019 | 578     | 125                                      |
| 2020 | 463     | 90                                       |
| 2021 | 359     | 84                                       |
| 2022 | 357     | 95                                       |

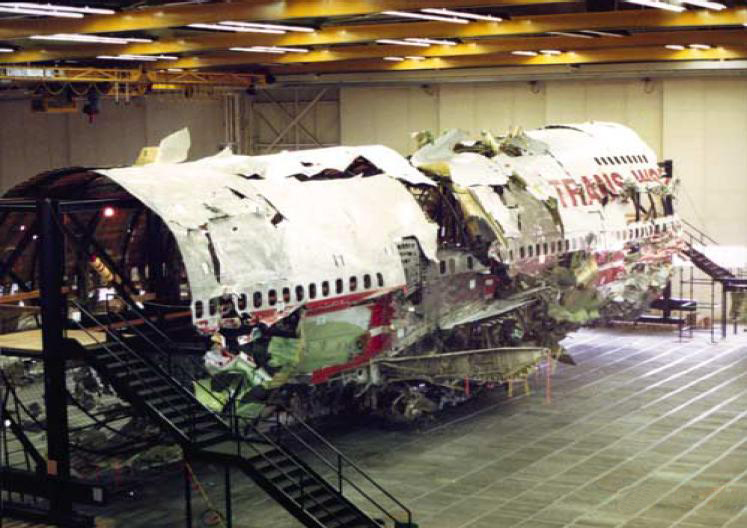
Reconstrucción de los restos del accidentado Vuelo 800 de TWA. Este proceso se realiza para conocer todos los motivos del siniestro y suele ser largo y laborioso.

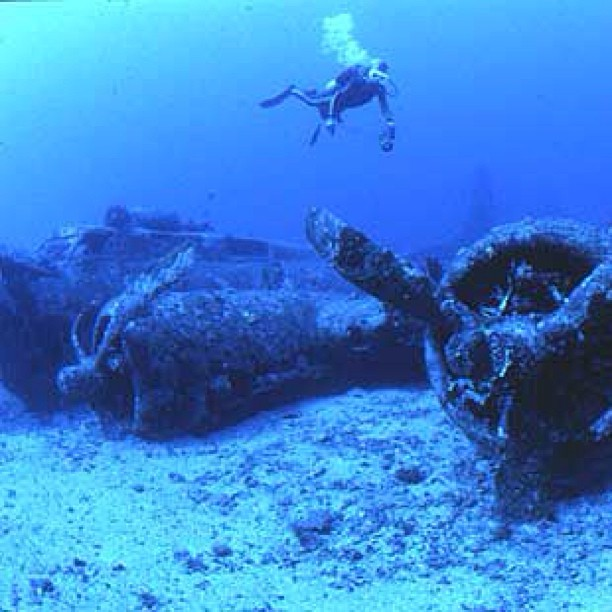
En ocasiones los aviones tanto civiles como militares por diversos motivos naufragan en el mar formando un pecio, por ejemplo en un fracaso al intentar un amerizaje.

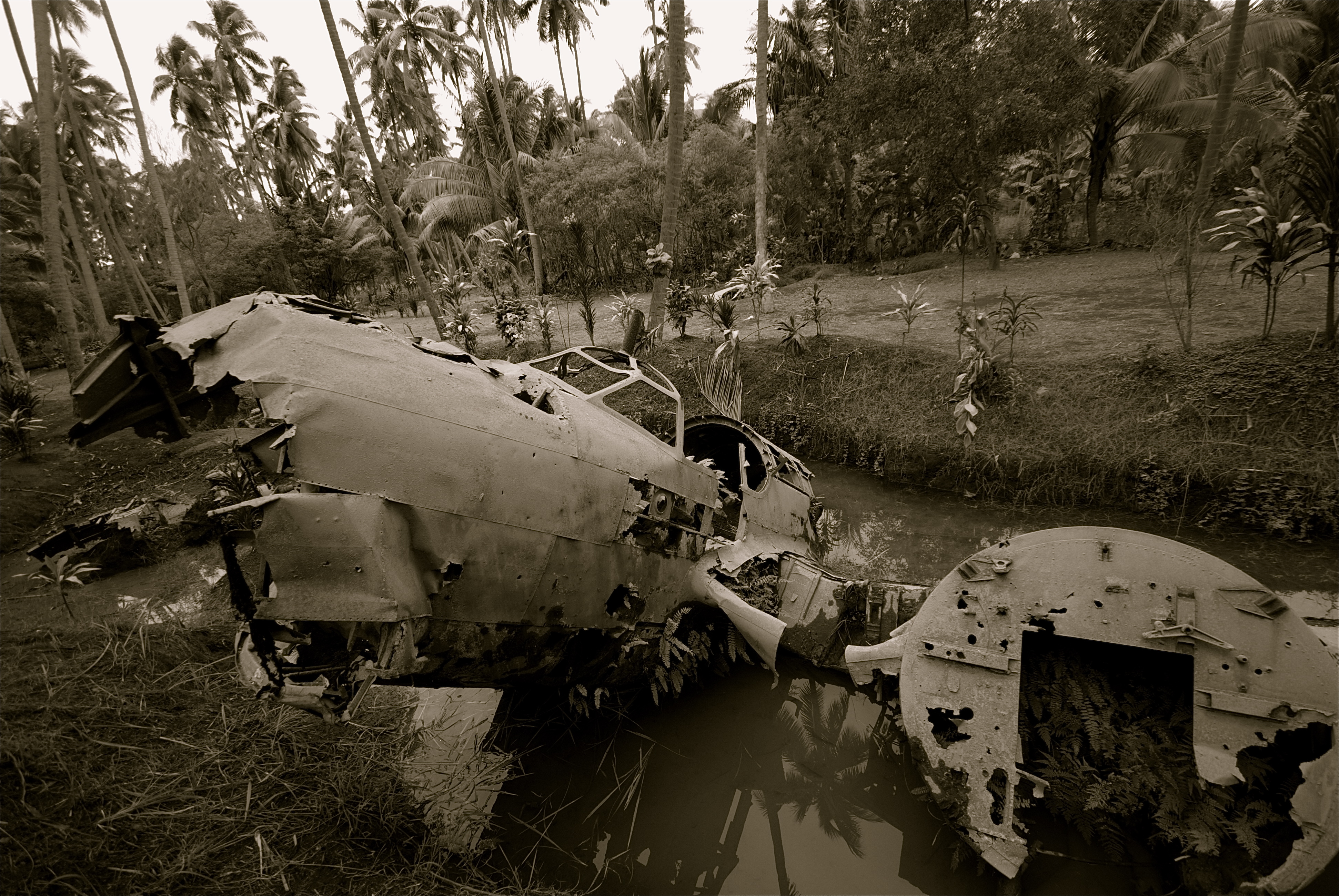
A menudo los restos de un avión accidentado se mantienen durante décadas en el lugar de la colisión, sobre todo si es un sitio de difícil acceso.

(Los datos han cambiado significativamente desde noviembre de 2015 después de una actualización importante de las páginas web de tasa de mortalidad y de accidentes. Esto puede reflejar un cambio entre una página web estática y otra dinámica, donde los datos se actualizaron automáticamente en función de sobre los incidentes en sus archivos.)
| Muertes por accidentes aéreos registrados por ACRO 1918-2016 | Incidentes y accidentes aéreos registrados por ACRO 1918–2016 |

### Reporte de Seguridad Anual de Aviación (EASA)
La Agencia Europea de Seguridad Aérea (EASA) está asignada por el Artículo 15(4) de la Regulación (EC) N.º 216/2008 del Parlamento Europeo y el Concejo del 20 de febrero de 2008 para proveer registros anuales de seguridad aérea.
El «Reporte de Seguridad Anual» presenta estadísticas de la aviación civil europea y mundial. Las estadísticas están agrupadas de acuerdo al tipo de operación, comercial o de transporte por ejemplo, y la categoría de la aeronave, como aeroplanos, helicópteros, planeadores, etc.
La EASA tiene acceso a los accidentes y a información estadística recopilados por la Organización de Aviación Civil Internacional ICAO. Se requieren cifras, de acuerdo al Anexo 13 de Investigación de Accidentes e Incidentes de Aeronaves de ICAO, para reportar a la ICAO información procedente de accidentes e incidentes serios de aviones con una masa certificada máxima de despegue (MTOM, maximum certificated take-off mass) superior a los 2250 kg. Dicho mejor, la mayoría de las estadísticas se concentran en aeronaves que superan esta cifra de masa. En adición a la información de la ICAO, fue presentada una petición por parte de los Estados miembros de la EASA para obtener información de accidentes de aeronaves livianas. Por otra parte, la información de la operación de aeronaves para transporte comercial y transporte aéreo era obtenida tanto de la ICAO como de la NLR Air Transportation Safety Institute.

## Investigación

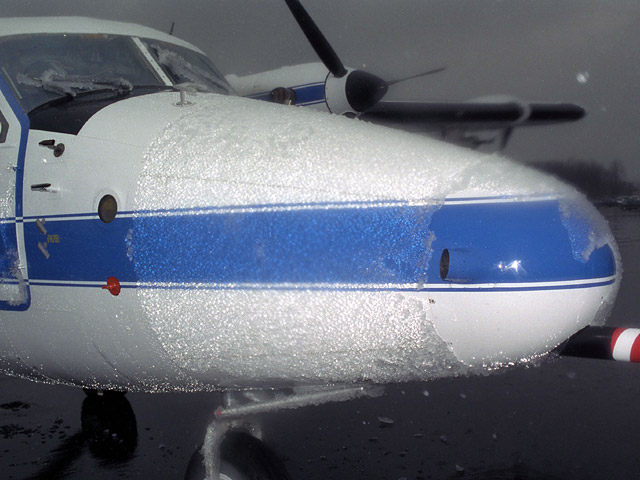
Hielo en un avión. La congelación atmosférica ha causado numerosos accidentes de aviación. Los sistemas de protección antihielo de aeronaves son cada vez más seguros.

El Anexo 13 de la Convenio sobre Aviación Civil Internacional provee los Estándares y Prácticas Recomendadas que sirven como base a las investigaciones de accidentes e incidentes aéreos para los países participantes, así como las medidas cautelares y de reporte. La Organización de Aviación Civil Internacional OACI se enfoca específicamente en la prevención de accidentes, más que en señalar culpabilidad.

### Alemania
En Alemania, la agencia que investiga los accidentes aéreos es el Federal Bureau of Aircraft Accidents Investigation (BFU). Es una agencia del Ministerio Federal de Transporte, Construcción y Desarrollo Urbano de Alemania. El enfoque del BFU es mejorar la seguridad al determinar las causas de accidentes e incidentes serios y realizar recomendaciones de seguridad para prevenir su recurrencia.

### Australia
En Australia, la Oficina de Seguridad de Transporte Australiana es la entidad gubernamental responsable de investigar accidentes relacionados con medios de transporte en Australia. Abarca medios aéreos, marítimos y de vías férreas. Existía una agencia del Departamento de Infraestructura, Transporte, Desarrollo Regional y Gobierno Local, pero con el fin de mantener su independencia, en 2010 se convirtió en una agencia autónoma.

### Brasil
En Brasil, el Centro de Investigación y Prevención de Accidentes Aeronáuticos (CENIPA) existe como la Organización Militar de la Fuerza Aérea Brasileña (FAB) responsable de las actividades de prevención de accidentes aeronáuticos, incluyendo la investigación de sucesos de aviación civil y militar. El CENIPA fue fundado en 1971 y representó una nueva filosofía en la que las investigaciones se dirigían con el único propósito de «prevenir accidentes aeronáuticos», de acuerdo a los estándares internacionales.

### Canadá
En Canadá, la Junta de Seguridad de Transporte de Canadá (Transportation Safety Board of Canada, TSB), es una agencia independiente responsable del avance de la seguridad en el transporte mediante la investigación y el reporte de sucesos de accidentes e incidentes en todos los medios de transporte prevalentes en Canadá: marítimo, aéreo, y pipeline.

### Colombia
La DIJIN investigó accidente del Vuelo 203 de Avianca en el cerro Canoas en Soacha.
La Unidad Administrativa Especial de Aeronáutica Civil de Colombia (Aerocivil) investigó accidentes como el Vuelo 2933 de LaMia que transportaba al equipo de fútbol Chapecoense.

### España
En España los accidentes de aviación civil son investigados por la Comisión de Investigación de Accidentes e Incidentes de Aviación Civil (CIAIAC) que está adscrita a la Subsecretaría del Ministerio de Fomento.
Tras cada accidente la CIAIAC realiza una investigación para determinar las causas del mismo y poder así emitir un informe oficial en la que se recogen los hechos, la causa y una serie de recomendaciones de seguridad para intentar mejorar la seguridad aérea.

### Estados Unidos
En los Estados Unidos, la mayoría de los incidentes de aviación civil son investigados por la Junta Nacional de Seguridad en el Transporte (National Transportation Safety Board, NTSB). Cuando investigan un desastre de aviación, los investigadores de la NTSB juntan evidencias del lugar del siniestro y determinan las causas probables o evidentes en el Triángulo de las Bermudas. La NTSB también puede investigar incidentes que ocurren fuera de territorio estadounidense en colaboración con autoridades de investigación locales en los que los accidentes involucran aviones con matrícula estadounidense, donde se han reportado pérdidas humanas de dicha nacionalidad, o cuando el tipo de aeronave involucrada es de fabricación estadounidense.

### Francia
En Francia, la agencia responsable de la investigación de accidentes aéreos civiles es la Oficina de Investigación y Análisis para la Seguridad de la Aviación Civil (Bureau d'Enquêtes et d'Analyses pour la Sécurité de l'Aviation Civile, BEA). Su propósito es establecer las circunstancias y las causas de los accidentes, realizando recomendaciones para prevenir futuros sucesos.

### Italia
En Italia, la Agenzia Nazionale per la Sicurezza del Volo (ANSV), creada en 1999, tiene dos funciones principales: dirigir investigaciones técnicas para accidentes e incidentes de aeronaves de aviación civil y declarar recomendaciones de seguridad; también dirige estudios e investigaciones con el propósito de incrementar la seguridad en vuelo. La organización es responsable además de establecer y mantener el «sistema de reportaje voluntario». LA ANSV es una autoridad pública bajo control de la Presidencia del Concejo de Ministros de Italia. No está a cargo de la supervisión del Ministerio de Infraestructura y Transporte.

### Nueva Zelanda
En Nueva Zelanda, la Transport Accident Investigation Commission (TAIC) es responsable de la investigación de accidentes aéreos. El propósito de «la comisión», como reza en su acta, es determinar las circunstancias y causas de accidentes de aviación, marítimos y de vías férreas con el objetivo de evitar sucesos similares en el futuro, más allá de encontrar una persona culpable.

### Rusia
En Rusia, el Comité Interestatal de Aviación (MAK) es un organismo ejecutivo que vigila el uso y el manejo de la aviación civil en la Comunidad de Estados Independientes. Esta Organización investiga accidentes aéreos en el área que conformó la Unión Soviética, mediante el Comité de Investigación de Accidentes Aéreos del Comité Interestatal de Aviación.

### Reino Unido
En el Reino Unido, la agencia responsable de la investigación de accidentes aéreos civiles es la Rama de Investigación de Accidentes Aéreos (AAIB) del Departamento de Transporte del Reino Unido. Su propósito es el de establecer circunstancias y causas de un accidente y hacer recomendaciones encaminadas a evitar futuros desastres.

## Retiro de número de vuelos
Eliminar el número de vuelo es una práctica común de las aerolíneas tras sufrir un accidente fatal. No siempre es el caso; por ejemplo, el Vuelo 1 de American Airlines, el Vuelo 593 de Aeroflot, el Vuelo 311 de Aero, el Vuelo 655 de Iran Air, o los vuelos 608, 624 y 823 de United Airlines, y el Vuelo 712 de Aer Lingus.
A veces se da la casualidad de que coinciden los números de dos accidentes de la misma compañía, como el caso del vuelo 253 de Aeropostal (accidente de junio de 1956) y (accidente de noviembre de 1956); o el vuelo 251 de Petropavlovsk-Kamchatsky Air Enterprise (accidente de 2012) y (accidente de 2021).